# Municipio de Noyes
El municipio de Noyes (en inglés: Noyes Township) es un municipio ubicado en el condado de Clinton en el estado estadounidense de Pensilvania. En el año 2000 tenía una población de 419 habitantes y una densidad poblacional de 1.8 personas por km².

## Geografía
El municipio de Noyes se encuentra ubicado en las coordenadas 41°14′59″N 77°47′29″O / 41.24972, -77.79139.

## Demografía
Según la Oficina del Censo en 2000 los ingresos medios por hogar en la localidad eran de $28,036 y los ingresos medios por familia eran de $34,318. Los hombres tenían unos ingresos medios de $33,438 frente a los $22,917 para las mujeres. La renta per cápita de la localidad era de $17,094. Alrededor del 15,7% de la población estaba por debajo del umbral de pobreza.